# Olympische Sommerspiele 1920/Rudern
Bei den VII. Olympischen Spielen 1920 in Antwerpen wurden fünf Wettbewerbe im Rudern ausgetragen. Zwischen dem 27. und dem 29. August 1920 traten insgesamt 136 männliche Athleten aus 14 Nationen in fünf Wettbewerben an. Austragungsort der Ruderregatten war der Schifffahrtskanal bei Vilvoorde.

## Bilanz

### Medaillenspiegel
| Platz | Land               | Gold | Silber | Bronze | Gesamt |
| ----- | ------------------ | ---- | ------ | ------ | ------ |
| 1     | Vereinigte Staaten | 3    | 1      | –      | 4      |
| 2     | Königreich Italien | 1    | 1      | –      | 2      |
| 3     | Schweiz            | 1    | –      | 1      | 2      |
| 4     | Großbritannien     | –    | 2      | –      | 2      |
| 5     | Frankreich         | –    | 1      | 1      | 2      |
| 6     | Norwegen           | –    | –      | 2      | 2      |
| 7     | Neuseeland         | –    | –      | 1      | 1      |

### Medaillengewinner
| Konkurrenz            | Gold | Silber | Bronze |
| --------------------- | --- | --- | --- |
| Einer                 | John B. Kelly senior | Jack Beresford | Darcy Hadfield |
| Doppelzweier          | Vereinigte Staaten Paul Costello John B. Kelly senior                                                                                                | Königreich Italien Pietro Annoni Erminio Dones | Frankreich Gaston Giran Alfred Plé |
| Zweier mit Steuermann | Königreich Italien Ercole Olgeni Giovanni Scatturin Guido De Filip                                                                                   | Frankreich Gabriel Poix Maurice Bouton Ernest Barberolle                                                                                           | Schweiz Édouard Candeveau Alfred Felber Paul Piaget                                                                                   |
| Vierer mit Steuermann | Schweiz Willy Brüderlin Max Rudolf Paul Rudolf Hans Walter Paul Staub                                                                                | Vereinigte Staaten Kenneth Myers Carl Klose Franz Federschmidt Erich Federschmidt Sherman Clark                                                    | Norwegen Birger Var Theodor Klem Henry Larsen Per Gulbrandsen Thoralf Hagen                                                           |
| Achter                | Vereinigte Staaten Virgil Jacomini Edwin Graves William Jordan Edward Moore Alden Sanborn Donald Johnston Vincent Gallagher Clyde King Sherman Clark | Großbritannien Ewart Horsfall Guy Oliver Nickalls Richard Lucas Walter James John Campbell Sebastian Earl Ralph Shove Sidney Swann Robin Johnstone | Norwegen Theodor Nag Conrad Olsen Adolf Nilsen Håkon Ellingsen Thore Michelsen Arne Mortensen Karl Nag Tollef Tollefsen Thoralf Hagen |

## Ergebnisse

### Einer
| Platz | Land | Sportler             | Zeit (min)             |
| ----- | ---- | -------------------- | ---------------------- |
| 1     | USA  | John B. Kelly senior | 7:35,0                 |
| 2     | GBR  | Jack Beresford       | 7:36,0                 |
| 3     | NZL  | Darcy Hadfield       | 7:49,2 (im Halbfinale) |
| 4     | NLD  | Frits Eijken         | 7:50,4 (im Halbfinale) |
| 5     | SUI  | Max Schmid           | 7:49,0 (im Vorlauf)    |
| 6     | SWE  | Nils Ljunglöf        | 7:49,6 (im Vorlauf)    |
| 7     | ITA  | Nino Castelli        | 7:59,0 (im Vorlauf)    |
| 8     | DEN  | Theodor Eyrich       | 8:11,0 (im Vorlauf)    |

Insgesamt traten zehn Ruderer in zunächst vier Vorläufen an, bei denen sich die jeweiligen Gewinner für die beiden Halbfinals qualifizierten. Diese wurde ebenso wie auch das Finale in einem direkten Duell ausgetragen.

### Doppelzweier
| Platz | Land | Sportler                           | Zeit (min)          |
| ----- | ---- | ---------------------------------- | ------------------- |
| 1     | USA  | Paul Costello John B. Kelly senior | 7:09,0              |
| 2     | ITA  | Pietro Annoni Erminio Dones        | 7:19,0              |
| 3     | FRA  | Gaston Giran Alfred Plé            | 7:21,0              |
| 4     | NLD  | Bastiaan Veth Koos de Haas         | 7:24,8 (im Vorlauf) |
| 5     | BEL  | Émile Sadzawska Georges Léonet     | 7:34,4 (im Vorlauf) |

Fünf Nationen traten zunächst in drei Halbfinalläufen an. Die Franzosen Gaston Giran und Alfred Plé gewannen ihren Halbfinallauf kampflos, da das Schweizer Boot nicht zum Lauf antraten. Auch im dritten Halbfinale gab es mit den Brasilianern eine Nichtteilnahme trotz Meldung. Die Sieger der drei Halbfinalläufe erreichten das Finale.

### Zweier mit Steuermann
| Platz | Land | Sportler                                                       | Zeit (min)          |
| ----- | ---- | -------------------------------------------------------------- | ------------------- |
| 1     | ITA  | Ercole Olgeni Giovanni Scatturin Guido De Filip                | 7:56,0              |
| 2     | FRA  | Gabriel Poix Maurice Bouton Ernest Barberolle                  | 7:57,0              |
| 3     | SUI  | Édouard Candeveau Alfred Felber Paul Piaget                    | k. A.               |
| 4     | BEL  | Georges Van Den Bossche Oscar Van Den Bossche Guillaume Visser | 8:25,0 (im Vorlauf) |

Nur vier von ursprünglich sieben gemeldeten Nationen gingen an den Start. Nachdem die Vereinigten Staaten, Norwegen und Brasilien zurückgezogen hatten, erreichten die Schweiz und Frankreich kampflos das Finale, während das belgische Boot im Vorlauf gegen Italien ausschied.

### Vierer mit Steuermann
| Platz | Land | Sportler                                                                                 | Zeit (min)          |
| ----- | ---- | ---------------------------------------------------------------------------------------- | ------------------- |
| 1     | SUI  | Willy Brüderlin Max Rudolf Paul Rudolf Hans Walter Paul Staub                            | 6:54,0              |
| 2     | USA  | Kenneth Myers Carl Klose Franz Federschmidt Erich Federschmidt Sherman Clark             | 6:58,0              |
| 3     | NOR  | Birger Var Theodor Klem Henry Larsen Per Gulbrandsen Thoralf Hagen                       | 7:02,0              |
| 4     | SWE  | John Lager Nestor Östergren Axel Eriksson Gunnar Lager Gösta Eriksson                    | 7:12,0 (im Vorlauf) |
| 5     | CAN  | Robert Hay Harold Harcourt Larry Landrian Strathy Hay Art Everett                        | 7:18,0 (im Vorlauf) |
| 6     | BRA  | Guilherme Lorena João Jório Alcides Veira Abrahão Saliture Ernesto Flores Filho          | 7:25,4 (im Vorlauf) |
| 7     | BEL  | Jean Van Silfhout Léon Vleurinck Adrien D’Hondt Robert De Mulder Roger Moeremans d’Emaüs | 7:40,0 (im Vorlauf) |
| 8     | TCH  | Jiří Wihan Dominik Štillip Jaroslav Oplt Jindřich Mulač Jan Bauch                        | k. A.               |

Acht Boote nahmen an der Regatta teil und ermittelten in drei Halbfinalläufen die drei Finalteilnehmer.

### Achter
| Platz | Land | Sportler | Zeit (min)             |
| ----- | ---- | --- | ---------------------- |
| 1     | USA  | Virgil Jacomini, Edwin Graves, William Jordan, Edward Moore, Alden Sanborn, Donald Johnston, Vincent Gallagher, Clyde King, Sherman Clark                             | 6:02,6                 |
| 2     | GBR  | Ewart Horsfall, Guy Oliver Nickalls, Richard Lucas, Walter James, John Campbell, Sebastian Earl, Ralph Shove, Sidney Swann, Robin Johnstone                           | 6:05,0                 |
| 3     | NOR  | Theodor Nag, Conrad Olsen, Adolf Nilsen, Håkon Ellingsen, Thore Michelsen, Arne Mortensen, Karl Nag, Tollef Tollefsen, Thoralf Hagen                                  | 6:36,0 (im Halbfinale) |
| 4     | FRA  | Albert Diebold, Charles Hahn, Frédéric Grossmann, Robert Fleig, Henri Barbenés, Frédéric Fleig, Charles Schlewer, Émile Ruhlmann, Émile Barberolle                    | 6:42,6 (im Halbfinale) |
| 5     | SUI  | Hans Walter, Max Rudolf, Willy Brüderlin, Paul Rudolf, P. Baur, Franz Türler, Charles Freuler, Rudolf Bosshard, Paul Staub                                            | 6:21,4 (im Vorlauf)    |
| 6     | NLD  | Philip Jongeneel, Johannes van der Vegte, Bernard te Hennepe, Willem Hudig, Frederik Koopman, Huibert Boumeester, Johannes Haasnoot, Robbert Blaisse, Liong Siang Sie | 6:38,2 (im Vorlauf)    |
| 7     | BEL  | Daniël Clarembaux, Jozef Hermans, Gustave De Mulder, René Smet, Félix Taymans, Charles Lalemand, Julien Crickx, Maurice Requillé, Jules Crickx                        | 6:40,0 (im Vorlauf)    |
| 8     | TCH  | Emil Ordnung, Ferdinand Brožek, Vladimír Širc, Bohdan Kallmünzer, Josef Širc, Jiří Kallmünzer, Otakar Votík, Ivan Schweizer, Karel Čížek                              | 6:43,0 (im Vorlauf)    |

Das Teilnehmerfeld umfasste acht Boote, die in vier Vorläufen in direkten Duellen die Halbfinalisten ermittelten. Die beiden Sieger der Halbfinalläufe zogen ins Finale um den Olympiasieg ein.